# Gebran Sabbag
Gebran Sabbag (Rio Negro, 1932 – Curitiba, 12 de novembro de 2015) foi um compositor e pianista brasileiro. Filho de imigrantes sírios, era irmão do prefeito de Curitiba Omar Sabbag.
Um dos pioneiros do jazz curitibano, foi autodidata e trabalhou com Stellinha Egg, Waltel Branco, Isaurinha Garcia, Doris Monteiro, Pery Ribeiro, Elza Soares, Dalva de Oliveira, Vitor Assis Brasil, entre outros músicos, além de trabalhar nas rádios Guairacá e Rádio PRB2. Montou o quinteto "Los Miserables del Ritmo" e o trio "Ludus Tertius".
Sua principal composição é Ludus, um samba-jazz para piano.